# Fríðrún Olsen
Fríðrún Olsen (født Danielsen den 29. april 1991) er en færøsk fodboldspiller, der spiller for EB/Streymur/Skála og Færøernes kvindefodboldlandshold. Hendes tvillingesøster, Oddrún Danielsen, er også fodboldspiller.

## Hæder
EB/Streymur/Skála
Toer
- 1. deild kvinnur (2): 2013, 2014

## Internationale mål
Færøernes mål og resultater vises først.
| # | Dato              | Stadion                                   | Modstandshold | Scoring | Resultat | Turnering                                       | Kilde |
| - | ----------------- | ----------------------------------------- | ------------- | ------- | -------- | ----------------------------------------------- | ----- |
| 1 | 28. november 2012 | Stade Jos Haupert, Niederkorn, Luxembourg | Luxembourg    | 5–0     | 6–0      | Venskabskamp                                    | [ 2 ] |
| 2 | 6. april 2015     | Victor Tedesco Stadium, Ħamrun, Malta     | Andorra       | 5–0     | 8–0      | Kvalifikation til EM i fodbold for kvinder 2017 |       |